# 笠松陣屋

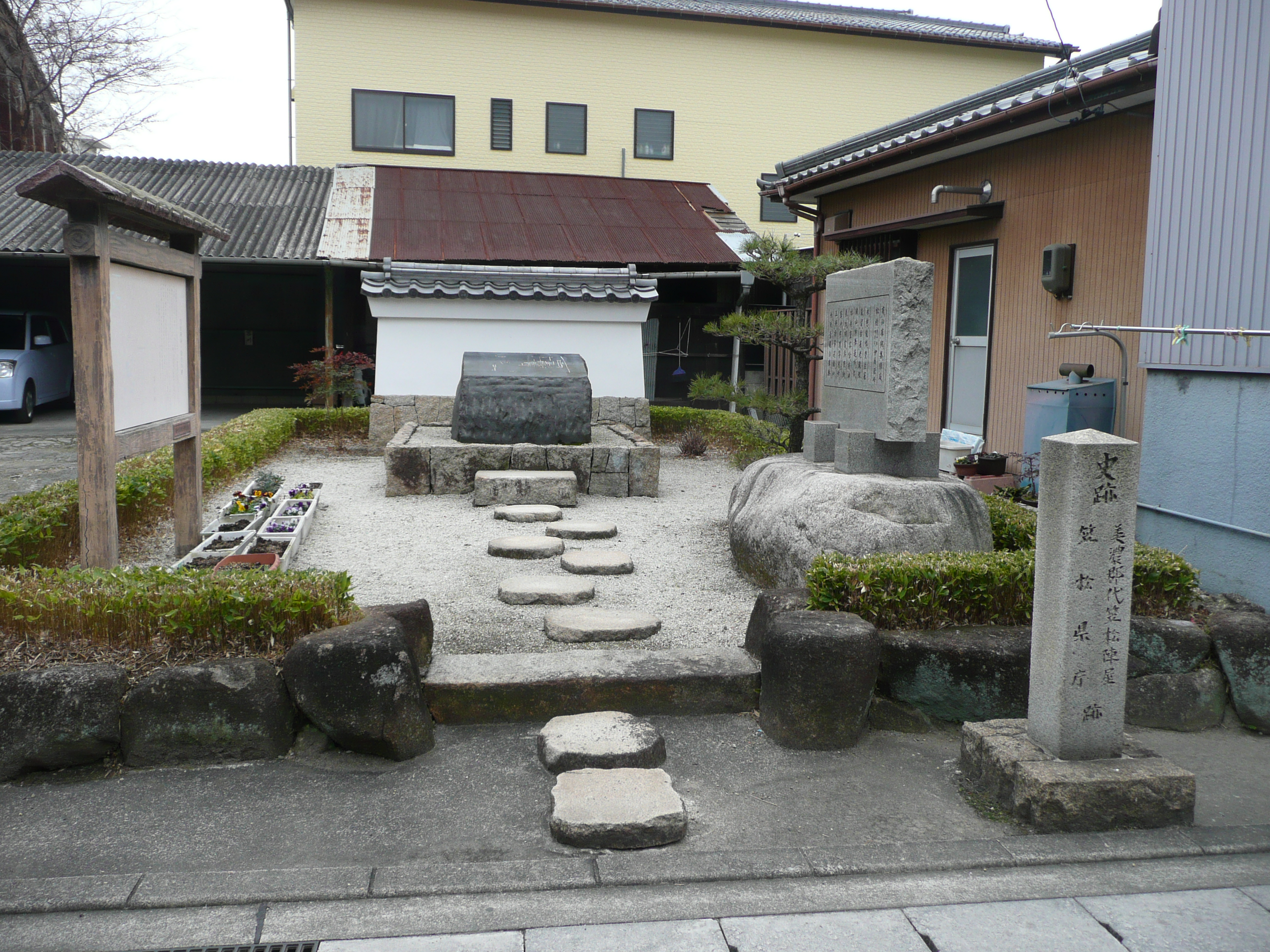
石碑

笠松陣屋（かさまつじんや）は美濃国羽栗郡（岐阜県羽島郡笠松町）にあった美濃国内と伊勢国桑名郡内の天領(幕府直轄領）を統治するためにおかれた美濃郡代の陣屋。

## 概要
美濃国と尾張国の国境の（木曽川）河畔にあり、知行所から年貢の徴収、交通の要所を監視する役割のほか、木曽川の治水の役割もあった。
当初、美濃郡代の陣屋は可児郡姫村に置かれたが、二代代官（岡田善政）のときに同郡徳野村にあった徳野陣屋に移り、三代代官（名取長知）のときに正式に笠松に移築された。
- 1650年（慶安3年） - 岡田善政（岡田将監善政）が木曽川の堤防工事の為、交通の便の良い羽栗郡傘町に仮陣屋を置く。
- 1662年（寛文2年） - 正式に美濃郡代の陣屋を傘町に移転する。このさい、傘町を笠松に改名する（1669年の説もある）。
- 1673年（延宝元年） - 尾張藩が美濃国羽栗郡円城寺村（現在の笠松町円城寺）に円城寺川並奉行所を設置して、木曽川を通る舟や荷の取締りにあたることとなり、重要性が増すこととなる。1781年（天明元年）には尾張国葉栗郡北方（現在の愛知県一宮市北方）には北方代官所が設置されている。
- 1726年（享保11年)8月 - 美濃国内の郡上郡・加茂郡・恵那郡の幕府領の管轄が、高山陣屋の飛騨郡代に移されて、出張陣屋が加茂郡上川辺村に設置された。
- 1729年（享保14年) - 高山陣屋の出張陣屋が上川辺村から下川辺村に移された。(下川辺出張陣屋)
- 1732年（享保17年）7月18日 - 辻甚太郎守雄が初めて美濃郡代となり美濃国の南部・伊勢国桑名郡の一部の幕府領を管理した。
- 1737年（元文2年）11月11日 - 郡代を廃止して代官とした。
- 1746年（延享3年）7月18日 - 再び代官を郡代に戻した。
- 1860年（万延元年） - 下川辺出張陣屋が廃されて、郡上郡・加茂郡・恵那郡の幕府領の管轄が笠松陣屋に復帰した。
- 1868年（明治元年） - 美濃国の旧幕領、旗本領に笠松県が置かれ、県庁舎が笠松陣屋に置かれる。
- 1871年（明治4年） - 廃藩置県により美濃国が岐阜県となると、岐阜県庁舎として使用される。4月18日には笠松裁判所も置かれた。
- 1873年（明治6年）-　岐阜県庁は、厚見郡（現在の岐阜市司町）に移転するまで使用された。
- 1874年（明治7年）-　尚、新たな県庁舎の完成までは厚見郡西野（現在の岐阜市西野町）にある浄土真宗本願寺派の本願寺岐阜別院の建物を仮庁舎としていたという。
- 1891年（明治24年）-　笠松陣屋の建物は残っていたが、濃尾地震により焼失する。

跡地は現在、笠松町の史跡として整備され、小規模な公園となっている（地図 - Google マップ）。

## 所在地
- 岐阜県羽島郡笠松町県町67-1

## 知行所

### 美濃国
- 羽栗郡の内14村

笠松村	387石977997・徳田新田　233石610001・奈良津新田　98石025002・不破一色村	236石985001・三ツ谷村　42石519001・印食新田　126石144997・徳田村　304石066986・田代村　619石393005・森村　13石015000・成光村　97石387001・若宮地村　124石216003・北及村　842石567017・南及村　169石011993・坂丸村　147石979004
- 中島郡の内13村

小藪村	1177石713013・一色村　177石796997・江吉良村　760石340027・三ツ柳村　508石200012・新井村　436石402008・曲利村　285石252991・		中村　256石423004・沖村　422石024994・長間村　473石246002・蜂尻村　172石186005・須賀村　366石619995・千束新田　84石・大浦村　148石688995				
- 海西郡の内11村

成戸村	575石518982・瀬古村	255石119995・石亀村	77石347000・古中島村　57石168999・外浜村　158石167999・日原村　961石213013・森下村　92石511002・野市場村　176石388000・幡長村　622石195007・岡村　392石829010・野寺村　942石200989	
- 石津郡の内17村

七右衛門新田　149石270004・帆引新田　1008石862976・安田新田　562石070007・安田村　74石309998・本阿弥新田　1836石969971・深浜村　53石111000・万寿新田　50石590000・宮地村　28石886000・沢田村　599石669983・高柳古新田　86石699997・太田新田　318石091003・牧田村　1214石621948・多良村　599石408020・高柳新田　373石970001・小坪新田　280石950012・内記村　432石002014・馬目村　50石00
- 多芸郡の内14村

祖父江村　696石440979・飯積村　410石320007・金屋村　459石750000・根古地新田　1150石880005・小倉村	432石605988・飯之木村　848石114014・大坪村	482石401001・津屋新田　288石627014・有尾村　190石220001・有尾新田　1091石156006・大跡村　998石398987・大跡新田　309石359985・明徳村　79石879997・白石村　197石117996	
- 安八郡の内14村

中郷村	443石838013・中郷新田　1272石000000・上大榑村　377石766998・上大榑新田	308石378998・五反郷村　415石398010・五反郷新田	367石627991・下大榑村　354石640015・下大榑新田　1208石547974・仏師川村　549石012024・仏師川新田	32石250999・車戸村　101石564003・脇田村　588石797974・須賀村　289石324005・勝村　832石064026
- 本巣郡の内1村

馬場村	632石528992	
- 席田郡の内1村

石原村	41石000000		
- 方県郡の内13村

則武村	806石408020・正木村	820石388000・下土居村　518石630005・河渡村　1388石431030・下尻毛村　367石967987・寺田村	932石257996・木田村　1330石353027・黒野村　751石963989・一日市場村　218石822998・小島村　81石333000・交人村　995石620972・古市場村　736石177979・下鵜飼村	424石769012	
- 山県郡の内33村

宮上村 215石375000・三輪村 438石375000・茂地村 176石369995・平井村　61石118999・大岡村 31石375000・掛村　292石878998・小倉村 626石643005・藤倉村 194石549713・四日市場村　74石461998・千疋村 677石890015・加野村　721石172974・戸田村　133石328003・世保村　430石122986・溝口村 315石204010・側島村 231石856003・高富村 210石987000・伊佐美村　1008石500000・椎倉村 436石200012・葛原村 750石205017・神崎村 184石703995・円原村　229石951996・大桑村　1547石703979・赤尾村　596石015015・西深瀬村　1390石715942・東深瀬村　1440石902954・高木村　858石708008 梅原村 1403石630005・北野村　1306石400024・門屋村　327石864014・森村　191石867004・石原村 631石583984・佐賀村 195石985992・福富村 1319石152954	
- 厚見郡の内1村

岩戸村 389石429993
- 各務郡の内11村

岩田村 279石381012・大洞村　256石890015・各務村　1558石692993・須衛村 791石590027・古市場村 248石042999・吉兵衛新田　17石427999・前野村 1378石032959・伊吹村　945石179993・北洞村　284石816986・更木新田　26石375000・影野新田　0.8石96000
- 郡上郡の内18村

安郷野新田 132石897003・土京村　261石394012・鹿倉村　149石182999・野尻村　270石104004・上沢村 225石738007・横井村　39石091000・東野村 330石894012・入津村 108石116997・小板屋新田　58石603001・貢間村 333石949005・下野村 128石022995・中之保村 354石687988・夕谷村　100石473000・洲河村 202石272995・田平村　98石832001・厚波村　21石879999・野々倉村　100石351997・小那比村　465石411011
- 武儀郡の内9村

生櫛村 453石869995・八幡村 678石190002・極楽寺村　508石000000・小屋名村　1020石489990・山田村・671石184021・笠神村 701石583984・横越村 250石138000・椿村　120石870003・下有知村　2529石571045
- 加茂郡の内35村

稲口村 334石497986・肥田瀬村　815石971985・上川辺村　646石661987・酒倉村　319石976990・小迫間村　387石410004・大平賀村　672石044006・ 東田原村　647石140015・西田原村 150石000000・下迫間村 383石372101・鋳物師屋村　973石232971・栃井村　194石220001・下川辺村　501石299988
・鹿塩村　375石191986・石神村　585石900024・夕田村　454石179993・滝田村 536石567993・今泉村 438石743988・大針村 241石136002・木野村 242石904999・則光村 14石900000・廿屋村 236石561005・高畑村 85石805000・大杉村 240石380005・小原村 194石307999・和泉村 119石311996・水戸野村 139石250000・市平賀村　557石731018・絹丸村 150石300003・大山村 298石343994・寺前村 46石509998・小野村 65石207001・深萱村 250石697006・大野村　59石313999・市橋村　195石699997・吉田村　58石068001
- 可児郡の内27村

上野村 84石603996・沢渡村 217石014999・徳野村　192石792999・金屋村　246石166000・野市場村　272石944000・新村　229石718002・上屋敷村　156石311005 ・舟岡村　304石665985・本郷村　202石046005・前波村 278石653992・宮瀬村 144石.897995・古市場村 209石834000・沓井村　191石065002・田尻村 250石867004・塩河村　826石179993・坂戸村　436石058990・下切村　1026石167969・瀬田村　583石622009・石森村　186石800003・今村　375石286987・大針村 227石089005・大藪村　652石966980・北村　311石433990・池田八ヶ村山高 15石210000・野中村 286石959015・中之郷村　121石833000・長瀬村　686石718018
- 土岐郡の内17村

高山村 198石358994・浅野村 80石800003・多治見村　1065石202026・大富村 878石039978・久尻村　675石974976・土岐口村　869石008972・猿子村 147石222000・萩原村 298石865997・小田村 572石158997・山田村 425石589996・須之宮村　171石621002・小里村 571石083984・戸狩村 35石195000・
寺河戸村　579石609985・月吉村　495石183014・下石村 827石169983・笠原村 1222石383057
- 恵那郡の内3村

大川村 181石326004・水上村 180石154007・下野村 317石116486

### 伊勢国
- 桑名郡の内45村

福永村　1048石979980・古敷村　300石・西平賀村　120石・西平賀新田　36石139000・東平賀村	596石223022・江内村	166石432999・油島新田　373石183014・金廻村　1025石000000・上ノ郷村	902石161987・五明村	422石554993・赤津亀貝新田　195石432007・小島新田　241石317993・篠橋新田　328石817993・間々村　279石407990・高座村	302石975006・福原新田	172石737000・源緑新田	237石901993・横満蔵新田	189石921997・松蔭新田	72石945000・福井新田　383石226013・福井付新田　48石348000・福吉新田　60石768002・豊松新田　232石151993・赤地新田　346石862000・六百新田　151石251999・葭ヶ須新田	641石268982・鎌ヶ池新田　505石174988・長地新田	143石5370	

## 交通機関

### 鉄道
- 名古屋鉄道
  - 名古屋本線 笠松駅より徒歩で約12分。
  - 竹鼻線 西笠松駅より徒歩で約10分。

### バス
- 笠松町公共施設巡回町民バス「役場」バス停下車、徒歩で約4分。